# Найбільші міграційні кризи
Список найбільших міграційних криз є переліком міграційних криз з чисельністю біженців принаймні 1 мільйон осіб. Даний список не включає внутрішньо переміщених осіб. Для подій, оцінки чисельності яких різняться, обчислюється середнє геометричне значення найнижчої та найвищої, задля ранжування подій. Рядки, виділені синім кольором, вказують на поточну подію, яка відбувається.

## Список
| Подія                                  | Кількість                        | Місце походження        | З    | По      | Тривалість                  | Прим.       |
| -------------------------------------- | -------------------------------- | ----------------------- | ---- | ------- | --------------------------- | ----------- |
| Друга світова війна                    | 60,0 млн                         | Європа                  | 1939 | 1945    | 6 років                     | [ 1 ] [ 2 ] |
| Розділ Британської Індії               | 10,0–20,0 млн                    | Індійський субконтинент | 1947 | 1948    | 1 рік                       |             |
| Перша світова війна                    | 7,0–15,0 млн                     | Європа                  | 1914 | 1918    | 4 роки                      |             |
| Війна за незалежність Бангладеш        | 10,0 млн                         | Індійський субконтинент | 1971 | 1971    | 8 місяців, 2 неділі, 6 днів | [ 3 ]       |
| Російське вторгнення в Україну         | 9,1 млн (всього) 8,2 млн 0,9 млн | Україна та Росія        | 2022 | Дотепер | 1 рік, 3 місяці             | [ 4 ]       |
| Венесуельська криза                    | 7,1 млн                          | Венесуела               | 2014 | Дотепер | 8 років                     |             |
| Громадянська війна в Сирії             | 6,7 млн                          | Сирія                   | 2011 | Дотепер | 11 років                    |             |
| Війна в Афганістані (1979—1989)        | 6,2 млн                          | Афганістан              | 1978 | 1989    | 11 років                    |             |
| Третя Індокитайська війна              | 3,0 млн                          | Французький Індокитай   | 1975 | 2000    | 25 років                    |             |
| Війна в Афганістані (2001—2021)        | 2,6–2,7 млн                      | Афганістан              | 2001 | 2021    | 20 років                    |             |
| Югославські війни                      | 2,4 млн                          | Югославія               | 1991 | 2001    | 10 років                    |             |
| Корейська війна                        | 1,0–5,0 млн                      | Корея                   | 1950 | 1953    | 3 роки                      |             |
| Війна в Іраку                          | 2,2 млн                          | Ірак                    | 2003 | 2012    | 9 років                     |             |
| Геноцид у Руанді                       | 2,1 млн                          | Руанда                  | 1994 | 1996    | 2 роки                      |             |
| Ізраїльсько-палестинський конфлікт     | 0,7–5,6 млн                      | Підмандатна Палестина   | 1947 | Дотепер | 75 років                    |             |
| Повстання в Іраку                      | 1,8 млн                          | Ірак                    | 1991 | 1991    | 8 місяців                   |             |
| Громадянська війна в Мозамбіку         | 1,7 млн                          | Мозамбік                | 1977 | 1992    | 15 років                    |             |
| Громадянська війна в Південному Судані | 1,5 млн                          | Південний Судан         | 2011 | 2020    | 9 років                     |             |
| Геноцид рохінджа                       | 1,3 млн                          | М'янма                  | 2016 | Дотепер | 6 років                     |             |
| Алжирська війна                        | 1,0 млн                          | Алжир                   | 1954 | 1962    | 8 років                     |             |
| Великий голод в Ірландії               | 1,0 млн                          | Ірландія                | 1845 | 1849    | 4 роки                      |             |
| Перша громадянська війна у Лівії       | 1,0 млн                          | Лівія                   | 2011 | 2011    | 8 місяців                   |             |
| Громадянська війна в Сомалі            | 1,0 млн                          | Сомалі                  | 1991 | Дотепер | 31 рік                      |             |